# Пак Зіновій Петрович
Зіновій Петрович Пак (нар. 29 березня 1939 року) — вчений Радянського Союзу, державний діяч і організатор оборонної промисловості, голова Госкомоборонпрома Росії (1996), міністр оборонної промисловості Російської Федерації (1996—1997), генеральний директор Російського агентства з боєприпасів (1999—2003), автор понад 500 наукових праць і 170 винаходів, є творцем унікальних технологій з використання рідкісних видів палива, в тому числі для міжконтинентальних стратегічних ракет РС-12М, Тополь-М.

## Біографія
Народився восьмою дитиною в сім'ю 29 березня 1939 року в с. Лани Соколівські Стрийського району Львівської області.
Як випускник хімічного факультету Львівського державного університету ім. І. Я. Франка державною комісією спеціальним рішенням розподілений на роботу в головний інститут Радянського Союзу по ракетним паливам (ЛНПО Союз), у якому завдяки таланту і фундаментальним знанням, отриманим у Львівському університеті  пройшов шлях від посади інженера до генерального директора, головним фундаментом успіху були наукові та організаційні результати натхненної праці. Беззаперечний автор і творець унікального класу нових ракетних палив, які були розроблені та впроваджені в промисловість спільно з головним державним замовником- Конструкторським Бюро Південне (Дніпропетровськ, Україна) Саме завдяки надзвичайно високій енергії палив КБ Південне були створені ракетні комплекси СС23, та СС24, які вперше в історії забезпечили ядерний паритет в світі. Результати праці З. Пака в часи Радянського Союзу це: 500 наукових праць, більше, як 180 винаходів в тім числі державні та міжнародні патенти, кандидатська та докторська  дисертації в галузі хімічних наук, професор, наукова школа якого більше як 25 докторів та кандидатів хімічних та технічних наук, серед яких і вчені України.
Після розпаду Радянського Союзу політичне керівництво  Росії (президент Єльцин Б. М.) використали потенціал З. Пака, довіривши йому високі державні посади - голови держкомітету оборонних галузей промисловості, який саме з пропозиції З. Пака був перетворений на міністерство оборонної промисловості, (1996р) на чолі з З Паком, заступника міністра економіки (1997—1999), генерального директора державного агентства. Як державний діяч З Пак присвятив двом надзвичайним проблемам, які мали надзвичайне значення для світової спільноти. В якості міністра під його керівництвом було створена і втілена в життя програма технологій подвійного призначення, яка дозволила організувати виробництво конкурентоспроможної продукції народного споживання з  використанням потенціалу оборонної промисловості. Серед проектів світового рівня, автором яких був власне З. Пак це екологічно чисті ракетні палива для космічних програм, аерозольні системи пожежогасіння, алмази із ракетних палив, які отримали визнання в провідних країнах світу — США. Австралії, Німеччині та інших. Сьогодні, в період світової економічної кризи внаслідок пандемії програми З Пака по технологіям подвійного призначення можуть стати локомотивом спасіння економік багатьох країн зі значним військово-промисловим потенціалом. А результати діяльності З. Пака на чолі Державного агентства важко переоцінити. Саме агентство по боєприпасам під керівництвом З. Пака протягом 1999—2003 років забезпечило виконання надзвичайно важливої міжнародної програми знищення всіх запасів (більше як 40 тисяч тон боєвих отруйних речовин) хімічної зброї Російської Федерації. В значній мірі саме особистість З. Пака, його кваліфікація, його навіть  походження було вагомим фактором довіри міжнародної політичної еліти і перш за все США, Німеччини, Великої Британії та багатьох інших країн, до очолюваної З. Паком програми хімічного роззброєння Росії, в результаті чого на підтримку програми міжнародна спільнота на чолі саме США  виділило більше Одного мільярда доларів. Участь США  та країн Євросоюзу в Російській програмі хімічного роззброєння є переконливим прикладом відносин міжнародної спільноти до Росії, коли вона належним чином виконує свої міжнародні зобов'язання.

### Освіта
Закінчив хімічний факультет Львівського державного університету в 1961 році, доктор хімічних наук, професор.

### Трудова діяльність

##### Федеральний центр подвійних технологій «Союз» (мДзержинськийМосковської області)
- 1961 — Інженер п / я 14
- 1965 — Старший інженер п / я 14
- 1966 — керівник групи — заступник начальника лабораторії Ніхт
- 1969 — молодший науковий співробітник — керівник групи
- 1971 — начальник лабораторії
- 1976 — начальник відділу
- 1987 — обраний начальником відділу
- 1987 — перший заступник генерального директора ЛНПО «Союз» з науки — головний інженер Ніхт
- 1988—1995 — генеральний директор ЛНПО «Союз». Обраний на цю посаду конференцією трудового колективу
- 1995—1996 — генеральний директор — генеральний конструктор Федерального центру подвійних технологій «Союз»

##### Державний комітет Російської Федерації з оборонних галузей промисловості (Госкомоборонпрома Росії)
23 січня 1996 був призначений головою Державного комітету Російської Федерації з оборонних галузей промисловості (Госкомоборонпрома Росії).

##### Міністерство оборонної промисловості Російської Федерації (Міноборонпром)
У травні 1996 року став міністром оборонної промисловості Російської Федерації.
У березні 1997 року міністерство було скасовано, а його функції та підвідомчі підприємства були розділені між Міністерством економіки Російської Федерації і створюваним Державним комітетом Російської Федерації по зв'язку та інформатизації.

##### Рада безпеки Російської Федерації
У липні 1996 — травні 1997 року член Ради безпеки Російської Федерації.

##### Міністерство економіки Російської Федерації (Мінекономіки)
У червні 1997 року Пак був призначений статс-секретарем — заступником міністра економіки Російської Федерації.

##### Російське агентство з боєприпасів (Росбоепріпаси)
У червні 1999 року був призначений генеральним директором утвореного місяцем раніше Російського агентства з боєприпасів. Агентство було створено на базі скасованого Комітету з конвенціальним проблем хімічної і біологічної зброї при Президентові Російської Федерації, а в його ведення були передані більше сотні держпідприємств, пов'язаних з виробництвом боєприпасів (з 1997 року ці підприємства перебували у віданні Міністерства економіки Російської Федерації).

###### Програма хімічного роззброєння РФ
На посаді генерального директора Росбоепріпасов Зіновію Паку вдалося вирішити ряд найбільших проблем, що мають історичне значення для Російської держави. Під його керівництвом була розроблена нова програма хімічного роззброєння РФ, створена державна система управління хімразоруженіем, побудовані перші повномасштабні заводи по знищенню хімічної зброї. За пропозицією Зиновія Пака Президент РФ В. В. Путін передав в Росбоепріпаси все арсенали з запасами хімічної зброї з Міністерства оборони РФ. Також в підпорядкування Зіновію Паку були передані великі військові формування для безпечного зберігання та знищення хімічної зброї (близько 10000 чоловік).
З ініціативи Зиновія Пака була створена Державна комісія Російської Федерації за хімічним роззброєння і її головою призначено Повноважний представник президента Російської Федерації в Приволзькому федеральному окрузі С. В. Кирієнко. Основним завданням комісії було взаємодія з регіонами, в яких здійснювалося будівництво заводів.
Особлива заслуга Зиновія Пака полягає в тому, що йому єдиному з усіх керівників Державної програми хімічного роззброєння вийшло переконати країни, які є учасниками Конвенції із заборони хімічної зброї, в здатності Російської Федерації виконати свої зобов'язання по Конвенції із заборони хімічної зброї, результатом чого було виділення донорської допомоги Росії, яка склала сотні мільйонів доларів США і дозволила здійснити запуск хімічного роззброєння в РФ.
У квітні 2003 року Пак був звільнений з посади у зв'язку з виходом на пенсію.

### Суспільна діяльність
В якості директора ЛНПО «Союз» був ініціатором і співзасновником Асоціації «Ліга сприяння оборонним підприємствам» [Архівовано 15 березня 2022 у Wayback Machine.]. Пізніше довгий час був віце-президентом Ліги.
Веде мемуарну сторінку в соціальній мережі Instagram під ніком zpmailbox14.

## Звання та нагороди
- Подяка президента України в 2001 році «За вагомий внесок в Розвиток Української держави»
- Дійсний державний радник Російської Федерації 2 класу (1999)
- Орден Пошани (1999) — за великий внесок у розвиток вітчизняного машинобудування, зміцнення обороноздатності країни і багаторічну сумлінну працю
- Орден «Знак Пошани»
- Лауреат Ленінської премії (1984) — за досягнення в області розробки і освоєння нових видів спеціальної техніки
- Лауреат Державної премії СРСР (1980)
- Почесна грамота Міністерства економіки Росії (1999) — за сумлінну і плідну роботу в Мінекономіки
- Подяка Президента Російської Федерації (17 липня 1996 року) — за активну участь в організації та проведенні виборчої кампанії Президента Російської Федерації в 1996 році[1]
- Подяка Уряду РФ (25 квітня 2003 року) — за заслуги перед державою, вагомий особистий внесок у зміцнення обороноздатності країни і багаторічну сумлінну працю
- Академік РАПН
- звання Ветеран праці
- Відмінник винахідництва і раціоналізації (одна тисяча дев'ятсот вісімдесят шість)

###### Нагородна зброя
- Іменний ПСМ від МВС (1996 року).

## Сім'я
- батько — Пак Петро, загинув в німецькому таборі.
- мати — Пак Марія, одна виховала 6 синів.
- дружина — Пак Алла Георгіївна (уродж. Саричева), 1938 року народження, випускниця Російського хіміко-технологічний університет імені Д. І. Менделєєва, Працювала в ЛНПО «Союз», фахівець в області порохів і вибухових речовин.
- брат — Пак Володимир Петрович, 1934 року народження, український політик. Народний депутат України 4-го Скликання. Голова Правління Київського регіонального союзу споживчої кооперації.
- дочка — Пак Марина Зіновіївна, 1964 року народження, випускниця юридичного факультету Московського державного університету, кандидат юридичних наук (науковий керівник Брагінський, Михайло Ісаакович).

## Захоплення

###### Творчість
Захоплюється співом українських і російських народних пісень, романсів.
Будучи молодим співробітником ЛНПО «Союз» брав участь в Агитпоход і агітбригади.

###### Спорт
З дитинства захоплюється верховою їздою, в молодості активно займався греко-римською боротьбою.
Захоплюється автоспортом (багаторазовий переможець змагань з екстремального водіння в місті Дзержинський), гірськими і водними лижами, плаванням, великим тенісом, російським більярдом і вітрильним спортом.